# بی‌گناهان (فیلم ۲۰۱۶)
بی‌گناهان (به فرانسوی: Les Innocentes) فیلمی است به کارگردانی آن فونتن که در سال ۲۰۱۶ به نمایش درآمده‌است. در این فیلم لو دو لاژ، کاتاژینا دامبروفسکا، ایرنا تِـلِـش-بورچیک، آگاتا کولشا، آگاتا بوزک و ونسان ماکنی به نقش‌آفرینی پرداخته‌اند. موضوع این فیلم درباره رخداد تجاوز جنسی گسترده نیروهای شوروی در لهستان است.

## داستان
راهبه‌ای از یک دانشجوی پزشکی در صلیب سرخ فرانسه به نام ماتیلد بولیو (به فرانسوی: Mathilde Beaulieu) برای نجات جان یک زن درخواست کمک می‌کند. بولیو به دیری می‌رود و زنی را در حال زا می‌بیند که برای وضع حمل فرزندش نیاز به عمل جراحی است. به او گفته می‌شود که او زنی روستایی و مطرود از خانواده‌است. فردای پس از عمل بولیو برای معاینه زن سزارین شده باز به دیر سر می‌زند و این بار پنهانی تازه متوجه عمق فاجعه می‌شود .....